# Periclimenes harringtoni
Periclimenes harringtoni är en kräftdjursart som beskrevs av Lebour 1949. Periclimenes harringtoni ingår i släktet Periclimenes och familjen Palaemonidae. Inga underarter finns listade i Catalogue of Life.